# X2 (protokół)
X2 – protokół transmisji modemowej dla linii telefonicznej analogowej, stworzony przez firmę US Robotics (obecnie 3Com) umożliwiający połączenie z maksymalną prędkością 56000 b/s. Konkurował on z podobnym protokołem k56Flex, a oba zostały zastąpione protokołem V.90.